# Friedrich Hiller von Gaertringen (Historiker)
Johann Friedrich Wilhelm Karl August Bernhard Alexander Freiherr Hiller von Gaertringen (* 15. Januar 1923 in Stuttgart; † 25. Oktober 1999) war ein deutscher Historiker, der u. a. als Schriftleiter beim Militärgeschichtlichen Forschungsamt wirkte.

## Leben
Hiller von Gaertringen stammte aus einem württembergischen Adelsgeschlecht. Er wurde als Sohn eines Offiziers, der im Ulanen-Regiment „König Wilhelm I.“ (2. Württembergisches) Nr. 20 diente, geboren; sein Großvater mütterlicherseits war der königlich-preußische Oberverwaltungsgerichtsrat und DNVP-Politiker Kuno Graf von Westarp. Hiller von Gaertringen war Mitherr auf Gärtringen und Ditzingen und diente zuletzt als Oberleutnant in der Wehrmacht.
Nach dem Zweiten Weltkrieg studierte er Geschichte und wurde 1955 bei Hans Rothfels an der Philosophischen Fakultät der Universität Tübingen mit der Dissertation Zur Entstehungsgeschichte und Kritik der Denkwürdigkeiten des Fürsten Bülow zum Dr. phil. promoviert. Danach war er Assistent am Historischen Seminar. Hiller von Gaertringen war in dieser Zeit u. a. Herausgeber der Lebenserinnerungen von Reichswehrminister Wilhelm Groener und Autor mehrerer DBE- und NDB- Artikel. Seine Forschungen zur Dolchstoßlegende gelten als bedeutend; dazu veröffentlichte er u. a. in Aus Politik und Zeitgeschichte. Einen besonderen Interessenschwerpunkt bildeten Forschungen zum Widerstand gegen den Nationalsozialismus, hier u. a. die Herausgabe und Kommentierung der Tagebücher Ulrich von Hassells.
Er war von 1977 bis 1988 Historiker und Schriftleiter am Militärgeschichtlichen Forschungsamt (MGFA) in Freiburg im Breisgau.

## Auszeichnungen
- Ehrenritter des Johanniterordens

## Schriften (Auswahl)
- Fürst Bülows Denkwürdigkeiten. Untersuchungen zu ihrer Entstehungsgeschichte und ihrer Kritik (= Tübinger Studien zur Geschichte und Politik. Nr. 5). Mohr (Siebeck), Tübingen 1956.
- (Hrsg.): Wilhelm Groener: Lebenserinnerungen. Jugend, Generalstab, Weltkrieg (= Deutsche Geschichtsquellen des 19. und 20. Jahrhunderts. Band 41). Mit einem Vorwort von Peter Rassow, Vandenhoeck & Ruprecht, Göttingen 1957.
- Die Deutschnationale Volkspartei. In: Erich Matthias, Rudolf Morsey (Hrsg.): Das Ende der Parteien 1933. Darstellungen und Dokumente. Droste, Düsseldorf 1960, S. 543–652.
- (Hrsg. mit Waldemar Besson): Geschichte und Gegenwartsbewußtsein in historischen Betrachtungen und Untersuchungen. Festschrift für Hans Rothfels zum 70. Geburtstag, dargebracht von Kollegen, Freunden und Schülern. Vandenhoeck & Ruprecht, Göttingen 1963.
- „Dolchstoß“-Diskussion und „Dolchstoßlegenden“ im Wandel von vier Jahrzehnten. Bundeszentrale für politische Bildung, Bonn 1970.
- Die Familie Hiller von Gaertringen und das adelige Gut seit 1634. In: Fritz Heimberger (Hrsg.): Gärtringen. Geschichte einer Gemeinde. Vaas, Langenau-Ulm 1982, S. 83–100. ISBN 3-88360-032-6.
- Kavallerie-Regiment 18. Kameradschafts-Treffen am 8./9. Oktober 1983. Franckh, Stuttgart 1983.
- (Hrsg.): Ulrich von Hassell: Die Hassell-Tagebücher 1938–1944. Aufzeichnungen vom Andern Deutschland. Nach der Handschrift rev. und erw. Ausgabe. Unter Mitarbeit von Klaus Peter Reiss, 2. Auflage, Siedler, Berlin 1989, ISBN 3-88680-017-2.
- (Einf.): Hans Rothfels: Die deutsche Opposition gegen Hitler. Eine Würdigung. Manesse, Zürich 1994, ISBN 3-7175-8208-9.
- (Bearb.): Kuno von Westarp: Konservative Politik im Übergang vom Kaiserreich zur Weimarer Republik (= Quellen zur Geschichte des Parlamentarismus und der politischen Parteien. Reihe 3: Die Weimarer Republik. Band 10). Droste, Düsseldorf 2001, ISBN 3-7700-5239-0 (Digitalisat).